# 水谷愛
水谷 愛（みずたに あい、3月15日 - ）は、日本の漫画家。兵庫県尼崎市出身。血液型はB型。
「陽に残る匂い」でデビュー。主に『Cheese!』（小学館）にて活動している。

## 作品リスト
- 空 -sora-（2007年、原作：Chaco、ケータイ小説の漫画化）
  - 収録作品：「空 ―sora―」「君に触れたしるし」「ウソの魔法」
- 天からの贈り物（2008年）
  - 収録作品：「天からの贈り物」「その瞳に映して」「まんてんのキス」「めちゃめちゃスキやねん」「僕が返したかったもの」
- 追いかけても近づいても（2008年）
  - 収録作品：「追いかけても近づいても」「サンタクロースを抱きしめて」「1000%愛する気持ち」「スキすぎちゃってごめんね」「愛しキミを抱きしめて」
- 先生と一緒に寝て?（2009年-2010年、全3巻）
  - 収録作品：「先生と一緒に寝て?」「背伸びしてキスをして」（1巻）「大人になるまで待って」（1巻）「キミのいる場所」（1巻）「ボクのヨメちゃん」（2巻）「甘く優しいひみつごと」（3巻）「トキメク予感」（3巻）「世界でいちばん近い場所」（3巻）
- して、おけばよかった後悔（2010年）
  - 収録作品：「して、おけばよかった後悔」「しはじめて知る、幸福」「放課後はキスの時間」「友だちの彼（完全版）」
- ダメ恋みほん帖（2012年、全２巻、フラワーコミックススペシャル）
- マンゴスチンの恋人（原作：遠野りりこ、2013年、フラワーコミックススペシャル）
- 100回泣くこと (原作：中村航、2013年、Cheese フラワーコミックス)
- 氷点［上・下］（原作：三浦綾子、2016年、フラワーコミックススペシャル）
- 羊と鋼の森［上巻・下巻］（原作：宮下奈都、2018年、フラワーコミックススペシャル）
- 母の浮気（2018年、フラワーコミックススペシャル）
- NHK連続マンガ小説『漫画deまんぷく』（原作 : 福田靖、NHK連続テレビ小説『まんぷく』公式Instagram・公式ホームページ 掲載）
- 恋する♥週末ホームステイ 〜あと、ほんの少しの恋〜（原案：ABEMA「恋する♥週末ホームステイ」、2020年-、フラワーコミックス）